# Bibimys chacoensis
Bibimys chacoensis is een zoogdier uit de familie van de Cricetidae. De wetenschappelijke naam van de soort werd voor het eerst geldig gepubliceerd door Shamel in 1931.

## Voorkomen
De soort komt voor in het noordoosten van Argentinië.